# Google Drive
Google Drive és un servei d'allotjament d'arxius que va ser introduït per Google el 24 d'abril de 2012. Està disponible en català.
És el reemplaçament de Google Docs que ha canviat la seva adreça URL, entre altres qualitats.
Cada usuari compta amb 15 gigabytes d'espai gratuït per emmagatzemar els seus arxius, ampliables mitjançant diferents plans de pagament. És accessible a través del lloc web des de computadores i disposa d'aplicacions per Android i iOS que permeten editar documents i fulls de càlcul.
Amb el llançament de Drive, Google va unificar l'emmagatzematge disponible per a un únic usuari de tal manera que en aquests 15 GB es guarden també els missatges de correu electrònic de Gmail i les imatges de Google+ que superin els 2048 x 2048 píxels.

## Emmagatzematge
Google ofereix 15 GB inicials a tots els usuaris que es comparteixen entre tres dels seus productes més usats: Gmail, Google+ Fotos (Picasa) i Google Drive. Els usuaris poden augmentar aquests 15 GB mitjançant subscripció mensual per disposar de més emmagatzematge. És important saber que els arxius allotjats que usin els formats natius de Google Docs no expliquen en aquests 15 GB igual que les imatges de Google+ Fotos menors que 2048 x 2048 píxels i els vídeos que durin menys de 15 minuts.
A 13 de març de 2014 aquests plans d'ampliació solament es poden pagar en US $, així que qualsevol que vulgui comprar-ho des de fora dels Estats Units haurà de pagar un càrrec per l'intercanvi.
| Emmagatzematge | Preu              |
| -------------- | ----------------- |
| 15 GB          | Gratis            |
| 100 GB         | US$ 1,99 al mes   |
| 1 TB           | US$ 9,99 al mes   |
| 10 TB          | US$ 99,99 al mes  |
| 20 TB          | US$ 199,99 al mes |
| 30 TB          | US$ 299,99 al mes |

Inicialment Google Docs oferia 1 GB d'emmagatzematge gratis; el 24 d'abril de 2012 Google va presentar Google Drive que oferia 5 GB d'emmagatzematge gratis. A més de presentar Drive, Google va fer altres canvis en el servei, incloent-hi l'augment de capacitat gratuït de Gmail de 7 GB a 10 GB.
Originalment Gmail, Google Docs i Picasa explicaven per separat l'emmagatzematge gratuït de cada plataforma i l'emmagatzematge atorgat per aquests plans es compartia. A poc a poc Google va anar unificant l'emmagatzematge dels usuaris i actualment tot l'espai és conjunt, sigui gratis o de pagament.
El 13 de març de 2014 Google va canviar els preus dels plans una altra vegada reduint-los en un dràstic 80% resultant això en preus molt més barats que els del seu competidor directe, Dropbox.

### Client
Perquè Drive sincronitzi fitxers entre l'ordinador de l'usuari i el seu emmagatzematge en el núvol, el client ha d'estar obert en la computadora de l'usuari. El client es comunica amb Drive perquè els canvis en un costat es reflecteixin en l'altre i que així sempre continguin els mateixos arxius.
El client de Drive està disponible per als següents dispositius: PC amb Windows XP, Windows Vista, Windows 7 i Windows 8 que usin particions NTFS, o Mac US X 10.6 (Snow Leopard) o superior; telèfons intel·ligents i tauletes amb Android 2.1 (Eclair) o superior; iPhones i iPads amb iOS 5.0 o superior. A més d'aquests sistemes, Sundar Pichai va dir que Google Drive estaria molt bé integrat amb Chrome US.

## Història
Google Docs es va originar de dos productes separats, Writely i Google Spreadsheets. Writely era un processador de text individual en xarxa creat per la companyia de programari Upstartle, el qual va ser llançat a l'agost de 2005. Les seves característiques originals incloïen un lloc per a l'edició de textos en col·laboració, a més de controls per al seu accés. Els menús, dreceres de teclat i quadres de diàleg eren presentats d'una manera molt similar a la que els usuaris solen esperar en un processador de text tradicional, com Openoffice.org Writer o Microsoft Word.
Al moment de l'adquisició, Upstartle tenia 4 empleats. Writely va tancar els registres als seus serveis fins que estigués complet el moviment als servidors de Google. L'agost de 2006 Writely va enviar invitacions de comptes a tots aquells que havien sol·licitat entrar en lista d'espera i després es va fer avinent al públic el 23 d'agost. Writely va continuar mantenint el seu propi sistema d'usuaris fins al 19 de setembre de 2006, quan va ser integrat amb Google Accounts.
Writely s'executava originalment sobre tecnologia Microsoft ASP.NET, la qual usa Microsoft Windows. Des de juliol de 2006, els servidors de Writely funcionen sota el sistema operatiu Linux.
Mentrestant Google va desenvolupar Google Spreadsheets introduint moltes de les característiques presents avui a Google Docs. Google va anunciar Spreadsheets el 6 de juny de 2006 i inicialment ho va posar a disposició només d'un nombre limitat d'usuaris, segons ordre d'arribada. El test restringit va ser substituït després per una versió beta disponible per a tots els titulars d'un compte de Google.
- Al febrer de 2007 Google Docs va ser alliberat per a tots els usuaris de Google Apps.
- Al juny del mateix any Google va canviar la pàgina principal per incloure carpetes en comptes d'etiquetes organitzades en una barra lateral.
- El 17 de setembre del 2007 Google va llançar el seu programa de presentació per Google Docs.
- A partir de gener del 2010, Google ha començat a acceptar qualsevol arxiu pujat en Google Docs.[2]

### Google Docs
Google Documents i Fulls de càlcul, oficialment Google Docs & Spreadsheets és un programa gratuït basat en Web per crear documents en línia amb la possibilitat de col·laborar en grup. Inclou processador de textos, Full de càlcul, programa de presentació bàsic, creador de dibuixos i editor de formularis destinats a enquestes. Google Docs juntament amb Gmail, Google Calendar i Google Talk; el 7 de juliol de 2009, van deixar la seva qualitat de Beta i van passar a ser productes acabats. A partir de gener del 2010, Google va començar a acceptar qualsevol arxiu en Google Docs, entrant al negoci de l'emmagatzematge en línia amb un màxim d'1 GB (amb expansions per costos addicionals) i preparant el camí per Google Chrome US.
El 24 d'abril de 2012 Google Docs va canviar la seva denominació a Google Drive, incorporant la capacitat de sincronitzar arxius amb el PC i augmentant la quota d'emmagatzematge gratuït a 5 GB.

### Canvi a Google Drive
Google Docs va canviar la seva denominació per Google Drive el 24 d'abril de 2012, canviant la seva adreça d'enllaç de docs.google.com per drive.google.com entre altres qualitats. Cada usuari compta amb 15 gigabytes de memòria gratuïts per emmagatzemar els seus arxius (un augment important des del Gygabyte inicial de Google Docs), ampliables mitjançant pagament. Està disponible per a ordinadors i portàtils Mac, Android, iPhone i iPad.
Amb el llançament de Google Drive, Google va augmentar l'espai d'emmagatzematge de Gmail a 10 GB; actualment aquest espai està unificat a 15 GB i és compartit entre els dos serveis a lliure elecció de l'usuari.
Les novetats destacades en el seu llançament van ser:
- Ampliació de l'emmagatzematge gratuït d'1 GB a 5 i posteriorment a 15 GB.
- Capacitat de sincronització d'arxius amb el PC, i visualització millorada de documents de Google fora de línia.
- Canvis en la barra lateral de navegació.

Enfront de l'anterior sistema de visualització fora de línia denominat Google Docs Sense Connexió, el nou sistema de Google Drive permet moure i eliminar documents de Google sense estar connectat a Internet. En connectar-se, Google Drive reflecteix aquests canvis en el núvol. Fins i tot és possible recuperar documents Google de la paperera del PC.
El sistema de sincronització d'arxius permet a l'usuari:
- editar els seus arxius en el PC i tenir-los disponibles en el núvol,
- comptar amb respatller automàtic,
- comptar amb un control de versions, podent accedir a versions anteriors d'un arxiu després de ser modificat,
- realitzar pujades o baixades massives d'arxius, respectant l'estructura de carpetes,

Google Drive no és superior a altres sistemes de respatller d'arxius com iDrive, o de sincronització com Dropbox, encara que integra sense conflictes totes les eines en un sol producte.

## Accés mòbil
Google Docs permet que els usuaris de telefonia mòbil puguin navegar pels seus documents de Google Docs. Els usuaris poden veure i poden editar els documents.
Existeix una versió de Google Docs per l'iPhone que inclou la funcionalitat per a la visualització i edició de presentacions, juntament amb una interfície dissenyada específicament per a aquest dispositiu.
Existeixen certs límits en manejar documents per cada compte. Els documents de text poden tenir fins a 500 KB més 2 MB per a imatges incrustades. Cada full de càlcul pot tenir fins a 10 000 files, 256 columnes, 100 000 cel·les i 40 fulles. Només poden obrir-se fins a 11 fulles al mateix temps. Només poden importar-se presentacions de fins a 10 MB.
Google Docs és suportat per Google Chrome, Mozilla Firefox, Internet Explorer, Opera, Safari i Maxthon.
Tampoc és possible fer modificacions als documents sense l'autorització de l'editor del document i per descarregar els arxius és necessari disposar d'un compte de Google.

## Seguretat
L'accés segur via SSL no està habilitat per defecte, però existeix l'opció d'accedir per HTTPS a Google Docs i treballar de manera segura.
La privadesa de documents sensibles pot ser compromesa pel fet que molta gent està autenticada en els seus comptes de Google de forma gairebé permanent (els comptes Google s'utilitzen per a la gran varietat de serveis oferts per Google com a correu electrònic, calendari, etcètera). A pesar que aquest login unificat té clars avantatges, representa un potencial risc per a la seguretat mentre l'accés a Google Docs no requereixi comprovació de contrasenya.